# 京都市電堀川線
堀川線（ほりかわせん）は、京都市の堀川通等に敷設されていた京都市電の軌道路線。
京都電気鉄道（京電）が明治期に中立売線、北野線、堀川線及び西洞院線として建設した狭軌路線であり、1918年（大正7年）に京都市に買収された。
京都市による都市計画事業路線とは異なり、京電の路線は敷設可能な道幅がある既存街路や暗渠化された川の上に建設されたため、各所で屈曲を繰り返していた。
路線は京都駅前から上京区北野天満宮前までを結んでおり、「北野線（きたのせん）」とも呼ばれていた。全区間が併用軌道で、四条堀川 - 四条西洞院間は堀川線の狭軌と四条線の標準軌からなる「六線共用」（三線軌条・複線）区間であった。
京都市買収後の路線整理では、三哲－四条堀川間を西洞院通から堀川通へ変更、堀川中立売－北野間を廃止し堀川中立売－北大路堀川間を開業させる計画があったが、昭和恐慌による資金不足から見合わせるうちに戦時体制で凍結となり、第二次世界大戦後に計画が正式に中止となったため狭軌のまま残り、1961年（昭和36年）に66年の歴史に幕を閉じた。
車輌は京電から引き継いだ狭軌1形電車（標準軌用の車両と区別するため、狭軌 = narrow gauge の n を採って1955年（昭和30年）以前は車番にNが付いており、「N電」と俗称された）が使用され、他に車輌が導入されることもなく、トロリーポールのまま、廃止の時まで走り続けた。

## 沿革
- 1895年（明治28年）9月24日 中立売線府庁前－堀川下立売－堀川中立売開業
- 1900年（明治33年）5月7日 北野線堀川中立売－下ノ森開業／北野車庫開設
- 1901年（明治34年）12月6日 堀川線堀川下立売－堀川三条開業
- 1902年（明治35年）10月23日 堀川線堀川三条－西四条（後の四条西洞院）開業
- 1904年（明治37年）
  - 11月 西洞院川暗渠化竣工[2]
  - 12月28日 西洞院線西四条－西七条（後の七条西洞院）－七条停車場前（後の京都駅前）開業／三哲車庫開設。東廻線（七条停車場前－塩小路高倉－五条小橋－木屋町二条－寺町二条－寺町丸太町－堀川下立売）・西廻線（堀川下立売－堀川御池－西四条－西七条－七条停車場前）の京都市内循環路線が完成。
- 1906年（明治39年）6月28日 京都市会、京都電気鉄道の西洞院線軌道延長の諮問答申案を可決[3]
- 1909年（明治42年）複線化[4][5]
- 1912年（明治45年）5月10日 北野線下ノ森－北野開業
- 1918年（大正7年）7月1日 京都市が京都電気鉄道を買収
- 1926年（大正15年）7月14日 中立売線木屋町二条－堀川下立売間廃止により、狭軌線の環状運転終了。西洞院塩小路が堀川線・木屋町線の運転区間の起終点となる[6]。
- 1927年（昭和2年）4月5日 木屋町線の列車運行が終了。以降、京都駅前（このとき電停名が烏丸塩小路から変更[7]）が起終点となる[8]。
- 1940年（昭和15年）12月2日 急行運転開始（日曜祝祭日を除く午前6時－午前9時／午後4時－午後7時）
- 1943年（昭和18年）
  - 2月21日 急行運転強化（日曜祝祭日を含む毎日午前6時－午前10時／午後4時－午後8時）
  - 11月1日 終日急行運転実施
- 1946年（昭和21年）2月8日 22時20分ごろ、北野発京都駅前行き電車が堀川中立売付近で脱線し堀川に転落。死者18人（進駐軍兵2人含む）、重傷20人（進駐軍兵3人含む）、軽傷12人[9]。
- 1952年（昭和27年）
  - 9月20日 京都駅前乗降車場を三線折り返し式に変更。循環線廃止。
  - 11月22日 京都駅前の一部区間[注釈 3]の廃止[10]。
- 1954年（昭和29年）6月1日 終日急行運転終了
- 1957年（昭和32年）3月19日 今出川線敷設のため、北野電停を北野天満宮境内横から今出川通南側へ移設
- 1961年（昭和36年）7月18日 京都駅前－北野廃止を運輸大臣、並びに建設大臣が認可
- 1961年（昭和36年）8月1日 全線廃止。市営バス50号系統に転換。北野車庫廃止

## 電停一覧
停留所／交叉する通り（接続、距離は路線図参照）
- 北野／今出川通 御前通
- 下ノ森／下ノ森通
- 千本中立売／千本通
- 西陣職業安定所前／大宮通
- 堀川中立売／中立売通 堀川通
- 堀川下長者町／下長者町通
- 堀川下立売／下立売通
- 堀川丸太町／丸太町通
- 二条城前／二条通
- 堀川御池／御池通
- 堀川三条／三条通
- 堀川蛸薬師／蛸薬師通
- 四条堀川／堀川通 四条通
- 四条西洞院／西洞院通 四条通
- 西洞院仏光寺／仏光寺通
- 西洞院松原／松原通
- 西洞院五条／五条通
- 西洞院六条／六条通
- 西洞院正面／正面通
- 七条西洞院／七条通
- 京都駅前／室町通

## 別名
堀川線（北野線）を含む路線の別名は、次のとおり。

西洞院線
西洞院通の西洞院塩小路（西洞院三哲）から四条西洞院まで（1.843km）。七条停車場前（烏丸塩小路）から西洞院塩小路までの塩小路線（後述）の区間を含めていうこともある。
四条線
四条通の四条西洞院から四条堀川まで（0.496km）。同区間は堀川線（北野線）廃止まで、狭軌と標準軌からなる「六線共用」（三線軌条・複線）区間であった。
西廻線
烏丸塩小路から塩小路通・西洞院通・四条通・堀川通を経て堀川下立売まで。1904年（明治37年）から1926年（大正15年）まで、木屋町線・中立売線により構成される東廻線と循環路線を形成した。
北野線
北野線については、堀川線の別名とされるが、そのうちの北野から堀川下立売まで、あるいは堀川中立売までを指すこともある。北野から堀川中立売までを中立売線ということもある。
堀川線
堀川線については、京都駅前から北野までの最後まで残った京都市電狭軌線の路線名であるが、堀川通の四条堀川から堀川下立売まで、あるいは堀川中立売までを指すこともある。
塩小路線
西洞院塩小路から河原町塩小路までの塩小路線全区間（0.493mi）のうち、西洞院塩小路から烏丸塩小路（京都駅前）までの間。なお、塩小路線について、木屋町線の一部に当たる烏丸塩小路から東洞院塩小路まで（0.110km）は、1927年（昭和2年）4月5日に東洞院線（七条東洞院・東洞院塩小路間）と共に休止し、広軌化（標準軌化）されて同年5月11日に運転開始。広軌化された烏丸塩小路から東洞院塩小路までの区間は、伏見線の東洞院塩小路と塩小路高倉までと、1929年（昭和4年）1月16日に開業した河原町塩小路から塩小路高倉までの区間（0.142km）と共に後に河原町線の一部となった。

## 特記
- 北野線は1900年（明治33年）の開業当初、中立売線終点に横から直角に接続していたため、中立売橋東詰南の当該箇所に転車台を設置していた（俗に「電車回し」と呼ばれていた）。しかし、電車が止まり切れず民家に突っ込む事故が何度か発生したこともあり、複線化に際して中立売橋西詰から堀川を斜めに渡る鉄橋が架けられた。この鉄橋は格好の撮影場所であった。現在、当初の単線橋梁と複線化後の橋台が残存している。
- 堀川線の廃止後の旅客輸送は、市営バス（現在の50号系統）の他、系統番号受け継いで市電に新設された10号系統でも代替された。
  - 市電10号系統：白梅町－北野＜今出川線＞千本今出川＜千本線＞四条大宮＜大宮線＞七条大宮＜七条線＞七条烏丸＜烏丸線＞京都駅前
  - 市バス50号系統：（立命館大学方面）－北野＜今出川通＞千本今出川＜千本通＞千本中立売＜中立売通＞堀川中立売＜堀川通＞四条堀川＜四条通＞四条西洞院＜西洞院通＞七条西洞院－京都駅前
- 開業当時の「北野」停留所は、北野天満宮の「南神苑」西側にあった事が「今昔マップ on the web」で確認できる。